# Barchovice
Barchovice (deutsch Barchowitz, älter auch Barchwitz (1340)) ist ein Ort mit 210 Einwohnern, bestehend aus drei Ortsteilen im Okres Kolín, Tschechien. Erstmals erwähnt wurde das Dorf 1340.

## Sehenswürdigkeiten
Der altslawische Burgwall Hryzely war einst eine Wachburg an der südlichen Grenze von Kouřim im 8. und 9. Jahrhundert. Die Ruine ist durch drei noch recht gut erhaltene Wallketten geschützt. Die steilen Hänge zum Vavřinecký potok hin sind weniger geschützt, zum Teil fehlen sie. Beide Vorburgen waren wohl nicht durchgehend besiedelt, lediglich die hinter den drei Wällen befindliche sogenannte Akropolis war bewohnt. Im Norden befindet sich ein zangenförmiges Tor, der einzige Zugang in die Burg.

## Gemeindegliederung
Zur Gemeinde Barchovice gehören die Ortschaften Radlice (Radlitz) und Hryzely (Risel).